# Obwód Włoszczowa Armii Krajowej
Obwód Włoszczowa – jednostka terytorialna Związku Walki Zbrojnej, a następnie Armii Krajowej. 
Operowała na terenie powiatu włoszczowskiego i nosiła kryptonimy „Hetman”, „Wapno”, „Kaktus” i „Cyprian”.
Wraz z Obwodem Częstochowa AK i Obwodem Radomsko AK wchodził w skład Inspektoratu Częstochowskiego Okręgu Radom-Kielce („Jodła”).
Komendantem Obwodu Włoszczowa AK był kpt. Hipolit Świderski „Jur”. Od czerwca 1944 komendantem obwodu był kpt. Franciszek Pieniak.

## Struktura
- Podobwód Oleszno – kpt. Jerzy Skowroński „Wybój”
  - placówka Krasocin
  - placówka Oleszno
    - dowódca: ppor. rez. Władysław Szokołowicz „Wiktor” – leśniczy lasów Wola Świdzińska
    - szef łączności: Mieczysław Powązka „Limba”
- Podobwód ?

## Obsada personalna obwodu
Komendanci obwodu
- ppor. Jan Zgoda „Marek” – od 1939 do 1940
- mjr Józef Kowalówka „Kruk” – do połowy 1940
- rtm. Stanisław Głowiński „Czarny” – do X 1941 r.
- rtm. Paweł Bierzyński „Korwin” – od listopada 1941 do lutego 1942
- NN„ Topór” – od marca 1942 do lipca 1942
- kpt./mjr Hipolit Swiderski „Jur”  – od lipca 1942 do 27 kwietnia 1944
- kpt. Marian Rudziński „Lucjan” – na przełomie kwietnia i maja 1944
- kpt. Franciszek Pieniak  „Przebój”  – od maja do października 1944
- mjr Adam Szajna „Rostoka” – od października 1944 do stycznia 1945